# Ivan Dominski
Ivan Dominski (în rusă Иван Доминский; n. 30 octombrie 1918, Rîbnița, Statul Ucrainean – d. 5 aprilie 1994, Ekaterinburg, Regiunea Sverdlovsk, Rusia) a fost un fotbalist (fundaș), antrenor și pedagog sovietic.  

## Biografie
S-a născut în târgul Rîbnița din ținutul Balta, gubernia Podolia, Statul Ucrainean (acum oraș din Transnistria, Republica Moldova). De-a lungul carierei a jucat pentru cluburile armatei, începând cu 1939 la echipa Dinamo din Odesa.
În timpul celui de-Al Doilea Război Mondial, a luptat pe frontul belarus în trupele de infanterie. A fost distins cu Ordinul Stelei Roșii (1956), Ordinul Războiului Patriotic de gradul II (1985), diverse medalii, inclusiv „Pentru meritul militar” (1951), „Pentru victoria asupra Germaniei în Marele Război Patriotic 1941–1945”.
După război, a jucat pentru echipele ODO Sverdlovsk, Avangard, Dinamo Celiabinsk. În cadrul „Avangard”, în 1948, a jucat două meciuri în clasa „A” și a marcat în ele singurul gol al echipei sale, la 6 mai 1948 împotriva echipei Krîlia Sovetov din Kuibîșev (1:5).
Ca membru al echipei Casei Ofițerilor districtului militar Sverdlovsk (ODO), a câștigat Cupa RSFSR printre echipele de cultură fizică (1950) și Campionatul RSFSR printre aceleași echipe (1951).
La sfârșitul carierei sale sportive (1954) a lucrat ca profesor la Institutul minier „Vahrușev” din Sverdlovsk, continuând să antreneze tineri în clubul său (ODO). A fost ales în repetate rânduri președinte al Federației de fotbal din Sverdlovsk.
Pentru merite în domeniul sportului, i s-a acordat insigna „Excelență în cultura fizică și sport”.
A fost inclus (Nr. 102) în Cartea Memoriei a Ministerului Sporturilor din regiunea Sverdlovsk.
A fost înmormântat la cimitirul Nijneisetskoe din Ekaterinburg.